# Pie d'Arabie
Pica asirensis
Espèce
Statut de conservation UICN

 EN  : En danger
La Pie d'Arabie (Pica asirensis) est une espèce de passereaux de la famille des Corvidae.
Cet oiseau (tel le suggère son épithète spécifique) peuple les monts de l'Asir (ar).